# Spance
Spance (cyr. Спанце) – wieś w Serbii, w okręgu toplickim, w gminie Kuršumlija. W 2011 roku liczyła 176 mieszkańców.